# ワシスタ〜意外とおもしろい番組〜
『ワシスタ〜意外とおもしろい番組〜』（ワシスタ いがいとおもしろいばんぐみ）は、ニコニコ生放送で配信されていたインターネット番組。

## 概要
スターチャイルドの情報を発信する。2014年3月23日の『AnimeJapan2014』のスターチャイルドブースにて開始が発表された。当時、番組をする事が発表するもロゴがすでに出来ており、番組タイトルが決まっておらず制作側で色々な案が出るもAnimeJapan2014当日に4つまで絞り最終的にニコニコ生放送のアンケート機能により「ワシスタ」が1番多かった為このタイトル名に決定した。
スターチャイルドに所属するアーティストの情報や関係するアニメ作品を宣伝する番組。特に新人でもある、「かなでももこ」や「カスタマイZ」の情報多目になっている。
パセラにて毎回配信、一部別の場所で配信する。

### パーソナリティ
- 鷲崎健
- かなでももこ（アシスタント）
- カスタマイZ（「HAMA'z Room」コーナー担当）

### テーマ曲
- 番組初めではゲストのみ話をし作詞の言葉になるフレーズを出してもらい全部出来てからのお披露目を当初予定していたが、ゲストの洲崎綾が番組中に暴露してしまいその後、実は番組のテーマソング用に各ゲストに作詞の言葉をと正式にする、またこれをきっかけに非公開が公開になった事により鷲崎の要求するのが楽になった。2015年8月25日配信にて曲が出来上がりお披露目する。
- 作詞のフレーズ提供、angela、小松未可子、洲崎綾、保志総一郎、佐藤聡美、上坂すみれ、（摩天楼オペラ）桜雪・川村虹花、新田将司、高田初美、ミス・モノクローム、（仮面女子）桜雪・川村虹花

## 放送日・ゲスト

### 2014年
- 第1回(4月8日)
- 第2回(4月22日) - angela
- 第3回(5月6日) - 小松未可子
- 第4回(5月20日) - 洲崎綾
- 第5回(6月3日) - 保志総一朗、カスタマイZ
- 第6回(6月17日) - 佐藤聡美
- 第7回(7月1日)
- 第8回(7月15日) - 上坂すみれ
- 第9回(7月29日) - 苑、彩雨(摩天楼オペラ)
- 第10回(8月12日) - 新田将司
- 第11回(8月26日) - カスタマイZ
- 第12回(9月9日) - 高田初美
- 第13回(9月23日)
- 第14回(10月7日) - 桜雪、川村虹花
- 第15回(10月21日) - 佐藤聡美、ZEN THE HOLLYWOOD
- 第16回(11月4日) - 小松未可子
- 第17回(11月18日) - 佐藤聡美
- 第18回(12月2日) - めろ坂みみみ
- 第19回(12月16日) - 石井真
- 第20回(12月30日)

### 2015年
- 第21回(1月13日) - 新田将司
- 第22回(1月27日) - カスタマイZ
- 第23回(2月10日) - angela
- 第24回(2月24日) - 中西豪
- 第25回(3月10日) - 小林ゆう
- 第26回(3月24日) - ZEN THE HOLLYWOOD
- 第27回(4月7日) - 津田健次郎
- 第28回(4月21日) - 高橋洋子
- 第29回(5月5日)
- 第30回(5月20日) - angela、カスタマイZ
- 第31回(6月2日) - 松澤由美
- 第32回(6月16日) - 米倉千尋
- 第33回(6月30日) - 井上喜久子
- 第34回(7月14日) - 石上静香
- 第35回(7月28日) - 皇坂明希
- 第36回(8月11日) - 佐藤聡美
- 第37回(8月25日)
- 第38回(9月8日) - 石井真
- 第39回(9月22日) - 津田健次郎
- 第40回(10月6日) - 小松未可子
- 第41回(10月20日) - 速水奨
- 第42回(11月3日) - angela
- 第43回(11月17日) - カスタマイZ
- 第44回(12月1日) - 上田太郎、林玄規
- 第45回(12月15日) - 松澤由美

### 2016年
- 第46回(1月12日)
- 第47回(1月26日) - サンキュータツオ
- 第48回(2月9日) - 宮沢龍生
- 第49回(2月23日) - 佐藤聡美
- 第50回(3月8日) - 松浦裕暁
- 第51回(3月22日 最終回)